# Raoul Diagne
Raoul Diagne (* 10. November 1910 in Saint-Laurent-du-Maroni, Französisch-Guayana; † 4. November 2002 in Créteil) war ein französischer Fußballspieler und -trainer.

## Vereinskarriere
Raoul Diagne wurde als Sohn des im Senegal geborenen Politikers Blaise Diagne geboren, der ab 1914 der erste dunkelhäutige Abgeordnete in der französischen Nationalversammlung war, wo er das französisch beherrschte Westafrika vertrat. Nachdem seine Eltern – Mutter Marie Odette war eine hellhäutige Französin – mit ihm aus Französisch-Guayana in das französische Mutterland zurückgekehrt waren, wo Raoul seine Ausbildung am Lycée Louis-le-Grand fortsetzte, schloss er sich 1930 dem Racing Club de France aus Paris an. Als im Sommer 1932 die professionelle Division 1 ihren Spielbetrieb aufnahm, gehörte der Verteidiger längst zu Racings Stammelf und war sogar bereits Nationalspieler geworden (siehe unten). Seine Entscheidung für das Berufsspielertum bereitete ihm einige familiäre Probleme, weil Fußballspielen gegen Bezahlung sich für einen Angehörigen der Oberschicht seinerzeit nicht schickte.
Der 1,87 m große, elegante und langbeinige Defensivspieler, der 1929 auch Landesschülermeister im Hochsprung (Bestleistung 1,85 m) geworden war, überzeugte durch seine Wendigkeit und sein Ballgefühl. Zudem war er vielseitig einsetzbar, sehr ausdauernd und ein „Meister der Balleroberung mit fairen Mitteln“. Außerhalb des Spielfeldes galt er als „Liebling der Frauen“; zu seinen Angewohnheiten gehörte es, während der Halbzeitpause in der Umkleidekabine regelmäßig eine Zigarette zu rauchen.
Bei Racing Paris zählte er zu den Führungsspielern einer Mannschaft, die sich insbesondere seit 1932 mit zahlreichen Könnern aus dem In- und Ausland verstärkte und mit Sid Kimpton einen britischen Trainer besaß; zu Diagnes Mitspielern bis 1940 zählten u. a. die Franzosen Veinante, Delfour, Mercier, Aston, Dupuis, Heisserer, Zatelli, der Engländer Kennedy sowie aus Österreich bzw. Ungarn Adelbrecht, Hiden, Jordan, Hiltl, Mathé und Weiskopf. In der Division 1 wurde die teure Elf dreimal Dritter (1935, 1937 und 1939) und gewann 1936 die Meisterschaft. In dieser Saison bestritt der Feldspieler Diagne übrigens etliche Punktspiele als Torhüter, weil die gelegentlich zu Starallüren neigende Nummer 1, Rudi Hiden, in einen Streik getreten war und zeitweise sogar Paris verlassen hatte, um der Forderung nach Anhebung ihrer Bezüge Nachdruck zu verleihen.
Noch erfolgreicher war Racing Paris im französischen Pokalwettbewerb, den der Klub 1936, 1939 und 1940 für sich entschied. 1936 taten sich die „Pinguine“ – so eine in Frankreich geläufige Bezeichnung für die Spieler des Vereins – beim 1:0-Sieg schwer, das Abwehrbollwerk des Zweitdivisionärs OFC Charleville um Torwart Darui und den argentinischen Defensivstrategen Helenio Herrera zu überwinden. Drei Jahre später hingegen, beim 3:1 über Lille Olympique, hatte Racing schon vor der Halbzeit alles klargemacht, obwohl seinen Angreifern im Tor der Nordfranzosen, wie 1936, Julien Darui gegenüberstand. Das Endspiel 1940 war lange umkämpft, ehe der späte Treffer zum 2:1-Erfolg fiel. Für dieses Finale – wenige Tage vor dem Einmarsch deutscher Truppen – konnten sich Diagne und der inzwischen naturalisierte Hiden vom Militärdienst freistellen lassen; andere wie ihr Mitspieler Veinante erhielten eine solche Sondergenehmigung nicht.
Die Erfolge von 1936, zu denen aufgrund des Triumphes in Meisterschaft und Landespokal auch noch ein Doublé kam, sind in Raoul Diagnes Rückblick zwar die wichtigsten geblieben („Ein solches Datum vergisst man nie!“), aber eine Episode vom Pokalfinale 1939 hat mindestens ebenso hohe Wellen geschlagen: vor dem Anpfiff führten Diagne, Jordan und Heisserer einen lebenden Pinguin als Maskottchen ins Stade Olympique Yves-du-Manoir, den sie sich aus einem Zoo geliehen hatten.
Im Sommer 1940 verließ Diagne das besetzte Paris und trat im „freien Frankreich“ für den Toulouse FC an, zeitweise gemeinsam mit Dupuis und Zatelli, seinen Mannschaftskameraden vom Racing Club, sowie den Nationalspielern Keller und möglicherweise Ben Bouali. Auch dort war er erfolgreich und wurde 1941 nach einem 1:0 im Endspiel gegen AS Saint-Étienne Pokalsieger im unbesetzten Landesteil; anschließend scheiterte der TFC auf dem Weg ins Landesfinale allerdings am Sieger der besetzten Zone, den Girondins AS du Port. 1943 folgte die Meisterschaft in der Südstaffel der ersten Liga; beide Titel gelten in Frankreich jedoch nur als inoffizielle. In der Saison 1943/44 gehörte Raoul Diagne der Équipe Fédérale Toulouse-Pyrénées an, die in einer landesweiten Punkterunde mit 15 anderen Regionalauswahlen (anstelle von Klubteams) den 6. Platz belegte. Ab 1944 spielte er noch für den Amateurverein FC Annecy, bevor er 1946 seine Laufbahn in Frankreich beendete. 1947 führte er den senegalesischen Verein US Gorée als Spielertrainer nach einem 2:1-Finalsieg gegen Jeanne d’Arc Dakar zum Titelgewinn der Coupe d’AOF, dem Pokalwettbewerb der Kolonialföderation Französisch-Westafrika. Er ließ das Team als erste Mannschaft des subsaharischen Afrikas im WM-System spielen.

### Stationen
- Racing Club de France, ab 1932 in Racing Club de Paris umbenannt (1930–1940)
- Toulouse Football Club (1940–1943)
- Équipe Fédérale Toulouse-Pyrénées (1943/44)
- Football Club Annecy (1944–1946, als Amateur)
- Union Sportive de Gorée (Mai 1947–?, als Spielertrainer)

## In der Nationalmannschaft
Zwischen Februar 1931 und Januar 1940 bestritt Raoul Diagne insgesamt 18 A-Länderspiele für Frankreich; ein Treffer gelang ihm in diesem Kreis nicht. Er war der erste dunkelhäutige Spieler, der für die Bleus zum Einsatz kam. Seine internationale Karriere ließ sich langsam an (zweites Länderspiel 1933, das dritte 1935), und erst ab Januar 1937 wurde er Stammspieler. Dabei wurde er auf vier verschiedenen Positionen eingesetzt, siebenmal als Verteidiger und elfmal als Außenläufer. So stand er 1935 dreimal auf der rechten Abwehrseite neben Étienne Mattler, weil Jules Vandooren nach einer Verletzung noch nicht wieder zu alter Form zurückgefunden hatte, ab 1938 in neun Partien aber ausschließlich in der linken Verbindung vor seinem Pariser Klubkameraden Gusti Jordan.
Diagne gehörte auch zum französischen Aufgebot für die Weltmeisterschaft 1938, bei der er in beiden Begegnungen der Équipe tricolore zum Einsatz kam. Zweimal hat er zudem gegen Mannschaften aus dem deutschsprachigen Raum gespielt, wobei Frankreich beide Male als Verlierer vom Platz ging: im Januar 1937 gegen Österreich (1:2 in Paris) und im März desselben Jahres gegen Deutschland (0:4 in Stuttgart). Eine größere Zahl an Länderspielen blieb ihm durch den Krieg verwehrt, denn nach seinem letzten Spiel Anfang 1940 kam es in den folgenden knapp fünf Jahren bis zur Befreiung des Landes nur noch zu zwei Partien Frankreichs im März 1942, für die der für die Auswahl zuständige Sélectionneur Gaston Barreau ganz überwiegend auf Spieler aus dem besetzten Norden zurückgriff.

## Palmarès
- Französischer Meister: 1936 (und 1943 Meister der Südstaffel [inoffizieller Titel])
- Französischer Pokalsieger: 1936, 1939, 1940 (und 1941 Pokalsieger im unbesetzten Teil Frankreichs [inoffizieller Titel])
- 18 A-Länderspiele (kein Treffer) für Frankreich; Weltmeisterschaftsteilnehmer 1938
- mindestens 124 Spiele und 2 Tore in der Division 1[21]
- Gewinner der Coupe d'Afrique Occidentale Française: 1947

## Leben nach der Spielerzeit
Der Politikersohn ist auch nach 1946 dem Fußball verbunden geblieben, hat eine Trainerausbildung absolviert und in dieser neuen Rolle bei mehreren Vereinen in der westafrikanischen Heimat seines Vaters trainiert. Es folgten Engagements in Belgien und Algerien, bevor er Anfang der 1960er Jahre nach der Unabhängigkeit des Landes die Nationalelf des Senegal aufbaute und betreute. Mit dieser gelang bei den Jeux de l’Amitié 1963 in Dakar ein 2:0-Sieg über die französische B-Auswahl. In diesem Land wird er als „Vater des nationalen Fußballs“ angesehen. Später hat Raoul Diagne sich wieder in Frankreich niedergelassen, wo er wenige Tage vor seinem 92. Geburtstag gestorben ist.